# Gunungidia aurantiifasciata
Gunungidia aurantiifasciata är en insektsart som först beskrevs av Jacobi 1944.  Gunungidia aurantiifasciata ingår i släktet Gunungidia och familjen dvärgstritar. Inga underarter finns listade i Catalogue of Life.